# Centro de visitantes Istmo Ameghino
El centro de visitantes istmo Carlos Ameghino es un centro de interpretación ubicado en el istmo homónimo, dentro de la península Valdés. Puede ser considerada como la "entrada" a dicha península. Está ubicado sobre la Ruta Provincial 2, antes de llegar a Puerto Pirámides, en el departamento Biedma, provincia del Chubut, Argentina.

## Salas
- El Hombre de Valdés: síntesis histórica de los pueblos originarios, los colonizadores españoles, la explotación ganadera y de las salinas, etc.
- Flora y Fauna Continental: flora y fauna de la península Valdés (estepa patagónica)
- Flora y Fauna Costera: hábitat de las costas de la península
- Fauna Marina: vida marina del mar argentino.
- Geología histórica: síntesis de la historia geológica de la península

También posee una zona de servicios y una torre mirador, con vistas al Golfo Nuevo, al Golfo San José y a la Isla de los Pájaros. Cuenta con baños, wifi y dispone de mapas, folletos y referencias del lugar.

## Galería

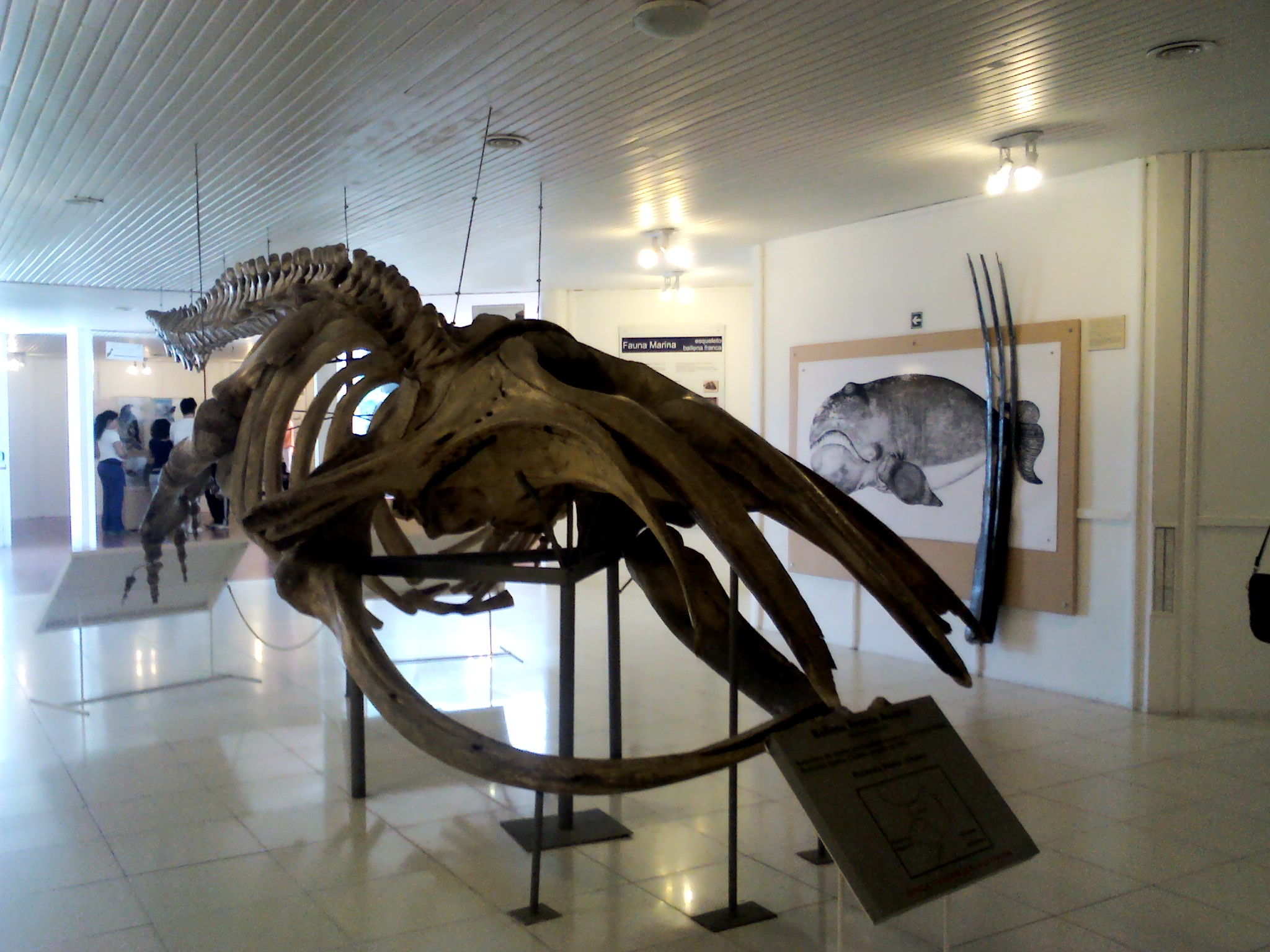
Esqueleto de ballena franca austral ubicado en la sala principal.
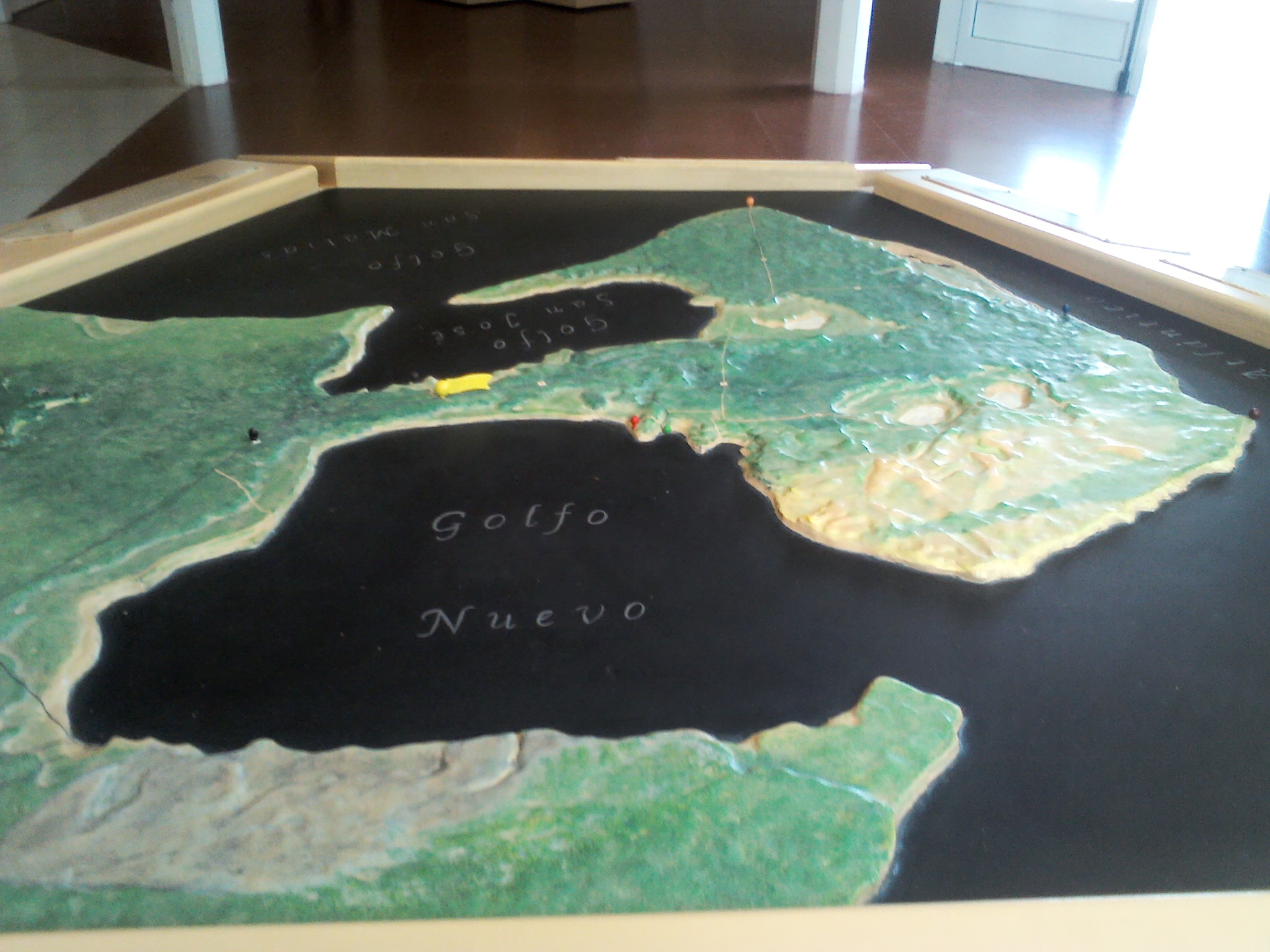
Mapa con relieve de la península Valdés.
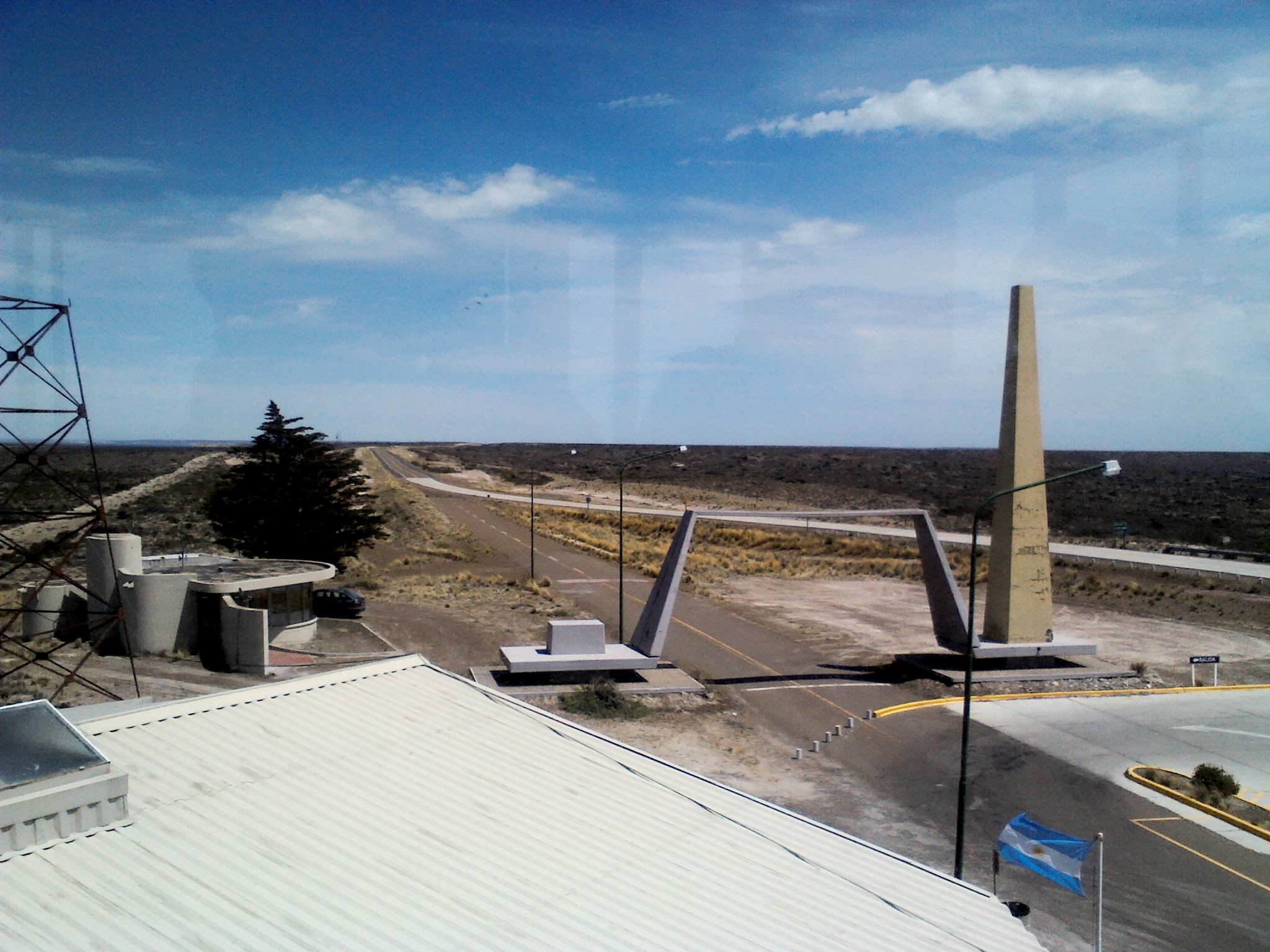
La entrada al centro por la ruta provincial 2.
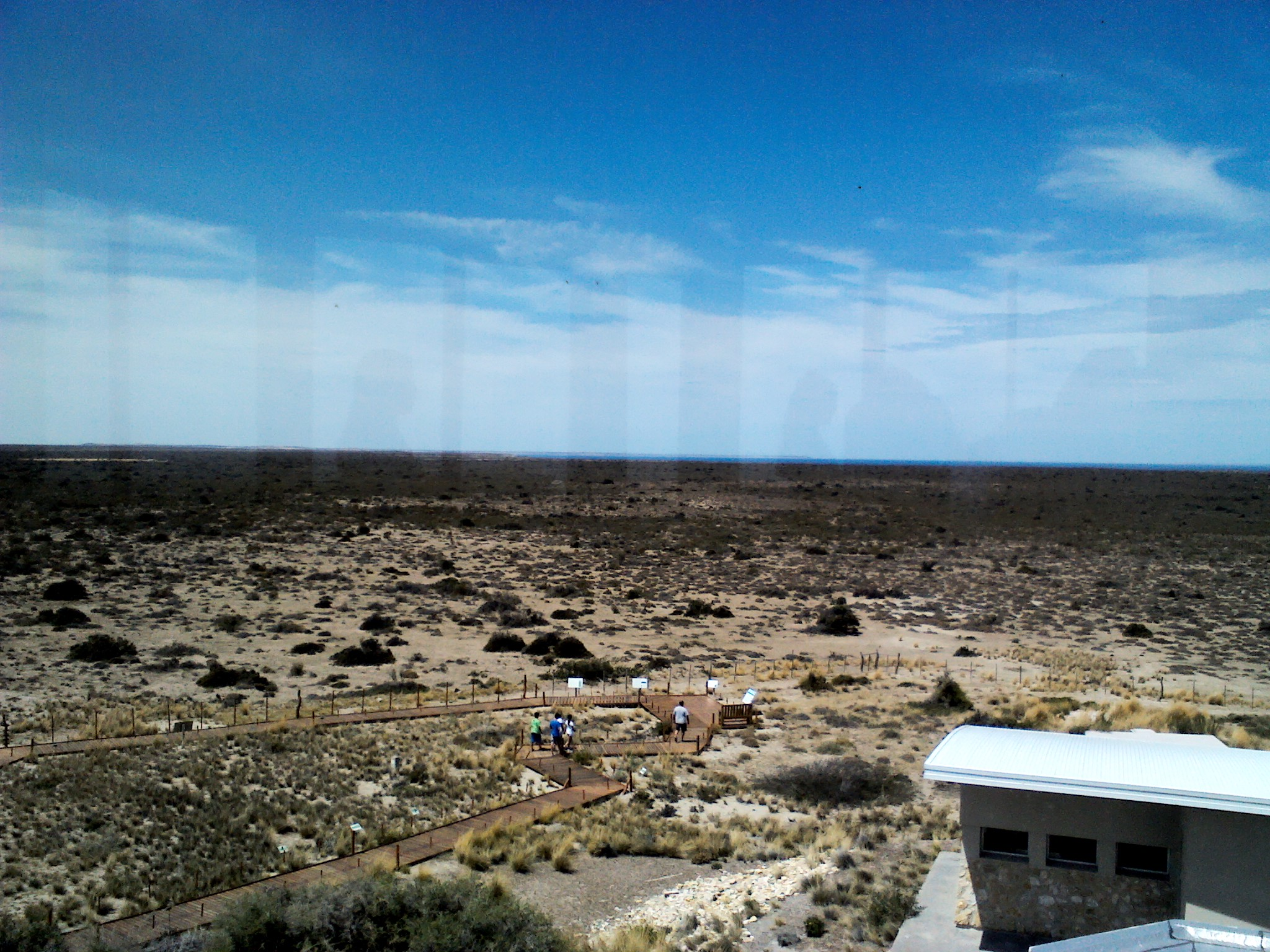
Vista hacia el sureste desde el mirador. Se pueden ver las aguas del golfo Nuevo al fondo
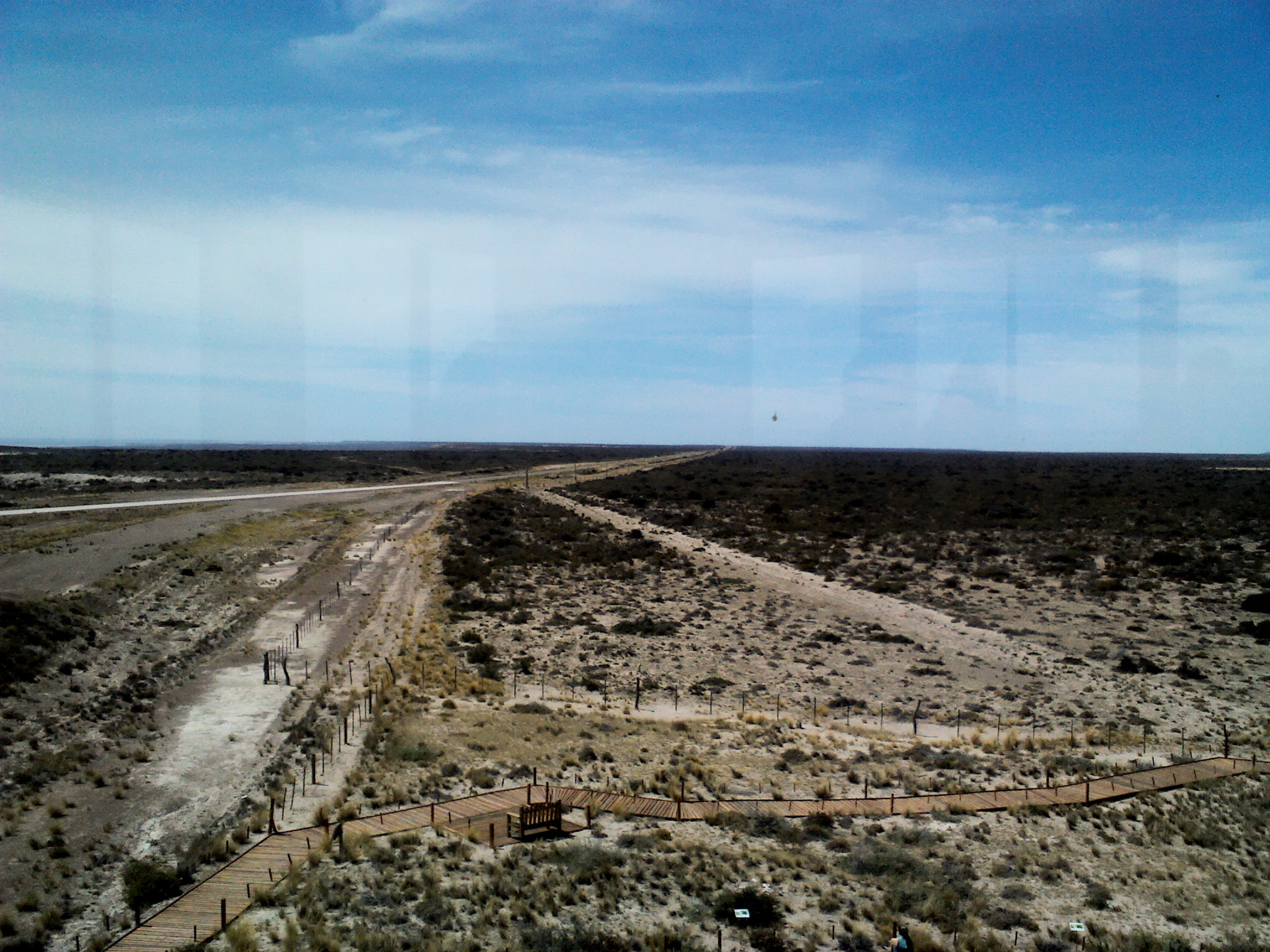
Vista hacia el centro de la península.
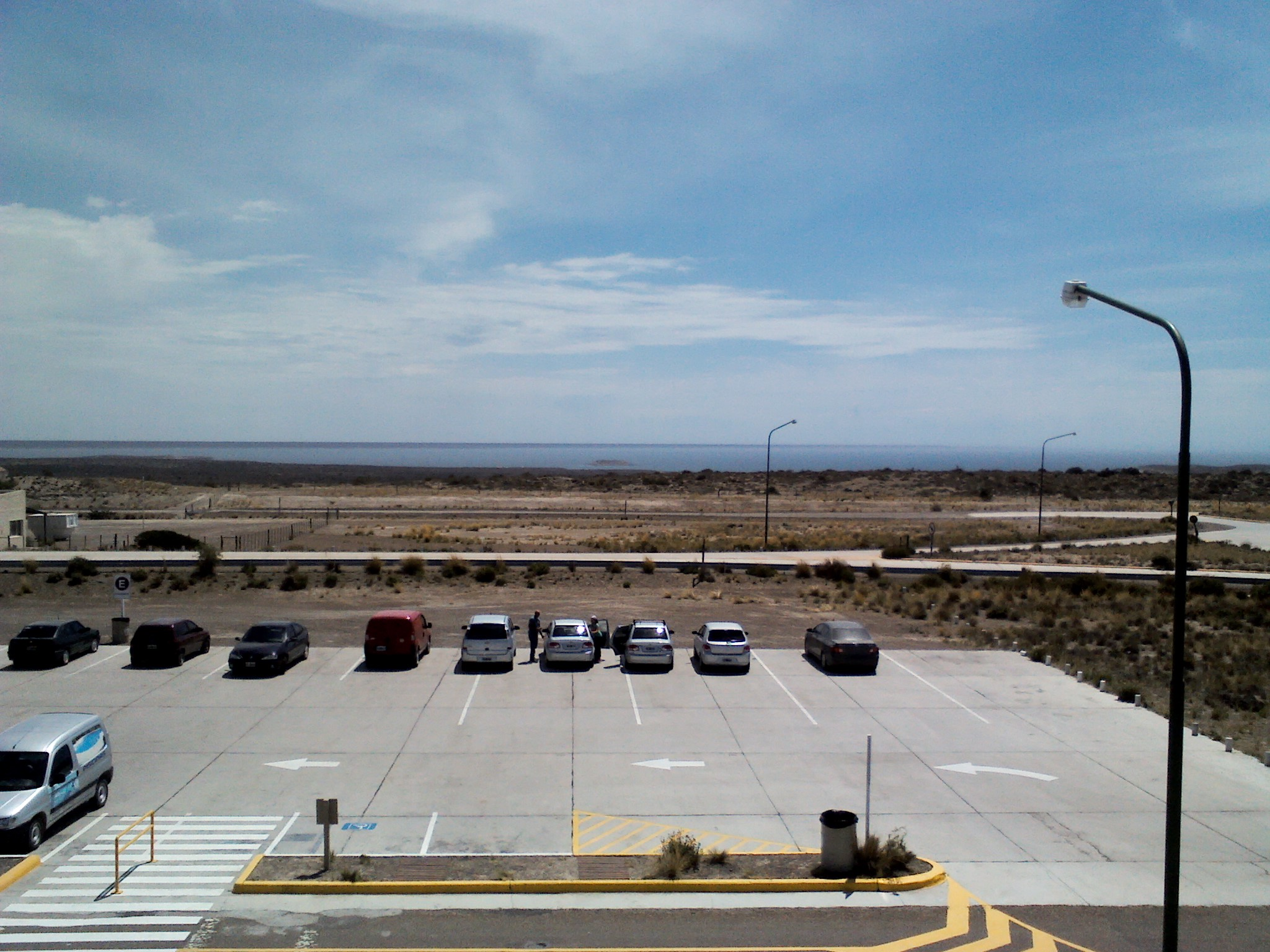
Vista hacia el norte desde el mirador, se puede ver, en primer plano, el estacionamiento del centro, y más atrás, las aguas del golfo San José.